# A Manchester United FC 2013–2014-es szezonja
Ez a szócikk a Manchester United FC 2013–2014-es szezonjáról szól, amely a csapat 136. idénye fennállása óta, sorozatban 39. az angol első osztályban. Huszonhét év után új menedzsere lett a klubnak David Moyes személyében, aki hivatalosan 2013. július 1-én vette át a csapat irányítását. 2014. április 22-én a várakozáson aluli teljesítmény miatt menesztették, utódja ideiglenesen Ryan Giggs lett. Végül csupán a 7. helyen zárták a bajnokságot ami azt jelentette, hogy a következő szezonban az 1989-90-es idény után először nem indulhattak egyik nemzetközi kupában sem.

## Az idény előtt, felkészülési mérkőzések
2013 májusában Alex Ferguson bejelentette visszavonulását. Irányítása alatt a United Anglia legsikeresebb klubjává vált, a skót lovag 13 bajnoki címet szerzett csapata élén. Februárban az is közismertté vált, hogy a vezérigazgató David Gil is távozik 16 év után, amiből tíz évet töltött ebben a pozíciójában. Utódjaik David Moyes illetve Ed Woodward lettek. Az edzői stábból távozott Mike Phelan, René Meulensteen és Eric Steele. Az utolsó négy fordulóban Ryan Giggs lett a játékos-edző, ekkor rövid ideig Phil Neville is szerepet vállalt az edzői stábban.
Az idény előtti felkészülési mérkőzések nagy részét ázsiai és afrikai turnéján játszotta a csapat, de fellépett európai riválisok ellen is.
| Dátum              | Ellenfél            | H / V | Végeredmény | Góllövők                                                       | Nézőszám |
| ------------------ | ------------------- | ----- | ----------- | -------------------------------------------------------------- | -------- |
| 2013. július 13.   | Thai All-Star XI    | S     | 0–1         |                                                                | 60,000   |
| 2013. július 20.   | A-League All Stars  | S     | 5–1         | Lingard (2) 11', 55', Welbeck (2) 34', 70', Van Persie 87'     | 83,127   |
| 2013. július 23.   | Yokohama F. Marinos | V     | 2–3         | Lingard 19', Tashiro 30' (öngól)                               | 66,372   |
| 2013. július 26.   | Cerezo Osaka        | V     | 2–2         | Kagava 54', Zaha 90+1'                                         | 44,856   |
| 2013. július 29.   | Kitchee             | S     | 5–2         | Welbeck 16', Smalling 22', Fábio 26', Januzaj 50', Lingard 80' | 40,000   |
| 2013. augusztus 6. | AIK                 | V     | 1–1         | Henríquez 68'                                                  | 30,012   |
| 2013. augusztus 9. | Sevilla             | H     | 1–3         | Valencia 64'                                                   | 43,000   |

## Community Shield
A bajnoki címvédő United a Wigan Athletic elleni szuperkupa mérkőzéssel kezdte a 2013-14-es szezont, a Wembley Stadionban augusztus 11-én. Ez volt David Moyes első tétmérkőzése és mint utólag kiderült, az egyetlen trófeája a klub élén. A mérkőzést végül 2-0 arányban nyerte meg az esélyesebb csapat, Robin van Persie duplázott.
| 2013. augusztus 11. 15:00 CEST | Wigan Athletic | 0 – 2             | Manchester United | Wembley, London Nézőszám: 80 235 Játékvezető: Mark Clattenburg |
| 2013. augusztus 11. 15:00 CEST |                | 0 – 1 Jegyzőkönyv | 6' 59' van Persie | Wembley, London Nézőszám: 80 235 Játékvezető: Mark Clattenburg |

## Premier League
| Dátum             | Ellenfél             | H / V Végeredmény | Góllövők | Nézőszám                                              | Helyezés |      |
| ----------------- | -------------------- | ----------------- | -------- | ----------------------------------------------------- | -------- | ---- |
| 17 August 2013    | Swansea City         | V                 | 4–1      | Van Persie (2) 34', 72', Welbeck (2) 36', 90+2'       | 20,733   | 1st  |
| 26 August 2013    | Chelsea              | H                 | 0–0      |                                                       | 75,032   | 4th  |
| 1 September 2013  | Liverpool            | V                 | 0–1      |                                                       | 44,411   | 7th  |
| 14 September 2013 | Crystal Palace       | H                 | 2–0      | Van Persie 45+1' (bün.), Rooney 81'                   | 75,170   | 5th  |
| 22 September 2013 | Manchester City      | V                 | 1–4      | Rooney 87'                                            | 47,156   | 8th  |
| 28 September 2013 | West Bromwich Albion | H                 | 1–2      | Rooney 57'                                            | 75,042   | 12th |
| 5 October 2013    | Sunderland           | V                 | 2–1      | Januzaj (2) 55', 61'                                  | 45,426   | 9th  |
| 19 October 2013   | Southampton          | H                 | 1–1      | Van Persie 26'                                        | 75,220   | 8th  |
| 26 October 2013   | Stoke City           | H                 | 3–2      | Van Persie 43', Rooney 78', Hernández 80'             | 75,274   | 8th  |
| 2 November 2013   | Fulham               | V                 | 3–1      | Valencia 9', Van Persie 20', Rooney 22'               | 25,700   | 8th  |
| 10 November 2013  | Arsenal              | H                 | 1–0      | Van Persie 27'                                        | 75,138   | 5th  |
| 24 November 2013  | Cardiff City         | V                 | 2–2      | Rooney 15', Evra 45'                                  | 28,016   | 6th  |
| 1 December 2013   | Tottenham Hotspur    | V                 | 2–2      | Rooney (2) 32', 57' (bün.)                            | 35,884   | 8th  |
| 4 December 2013   | Everton              | H                 | 0–1      |                                                       | 75,210   | 9th  |
| 7 December 2013   | Newcastle United     | H                 | 0–1      |                                                       | 75,233   | 9th  |
| 15 December 2013  | Aston Villa          | V                 | 3–0      | Welbeck (2) 15', 18', Cleverley 52'                   | 42,682   | 8th  |
| 21 December 2013  | West Ham United      | H                 | 3–1      | Welbeck 26', Januzaj 36', Young 72'                   | 75,350   | 7th  |
| 26 December 2013  | Hull City            | V                 | 3–2      | Smalling 19', Rooney 26', Chester 66' (öngól)         | 24,826   | 7th  |
| 28 December 2013  | Norwich City         | V                 | 1–0      | Welbeck 57'                                           | 26,851   | 6th  |
| 1 January 2014    | Tottenham Hotspur    | H                 | 1–2      | Welbeck 67'                                           | 75,265   | 7th  |
| 11 January 2014   | Swansea City         | H                 | 2–0      | Valencia 47', Welbeck 59'                             | 75,035   | 7th  |
| 19 January 2014   | Chelsea              | V                 | 1–3      | Hernández 78'                                         | 41,465   | 7th  |
| 28 January 2014   | Cardiff City         | H                 | 2–0      | Van Persie 6', Young 59'                              | 75,301   | 7th  |
| 1 February 2014   | Stoke City           | V                 | 1–2      | Van Persie 47'                                        | 26,547   | 7th  |
| 9 February 2014   | Fulham               | H                 | 2–2      | Van Persie 78', Carrick 80'                           | 74,966   | 7th  |
| 12 February 2014  | Arsenal              | V                 | 0–0      |                                                       | 60,021   | 7th  |
| 22 February 2014  | Crystal Palace       | V                 | 2–0      | Van Persie 62' (bün.), Rooney 68'                     | 24,571   | 7th  |
| 8 March 2014      | West Bromwich Albion | V                 | 3–0      | Jones 34', Rooney 65', Welbeck 82'                    | 26,184   | 6th  |
| 16 March 2014     | Liverpool            | H                 | 0–3      |                                                       | 75,225   | 7th  |
| 22 March 2014     | West Ham United      | V                 | 2–0      | Rooney (2) 8', 33'                                    | 34,237   | 7th  |
| 25 March 2014     | Manchester City      | H                 | 0–3      |                                                       | 75,203   | 7th  |
| 29 March 2014     | Aston Villa          | H                 | 4–1      | Rooney (2) 20', 45' (bün.), Mata 57', Hernández 90+1' | 75,368   | 7th  |
| 5 April 2014      | Newcastle United     | V                 | 4–0      | Mata (2) 39', 50', Hernández 64', Januzaj 90+3'       | 52,081   | 6th  |
| 20 April 2014     | Everton              | V                 | 0–2      |                                                       | 39,436   | 7th  |
| 26 April 2014     | Norwich City         | H                 | 4–0      | Rooney (2) 41' (bün.), 48' Mata (2) 63', 73'          | 75,208   | 7th  |
| 3 May 2014        | Sunderland           | H                 | 0–1      |                                                       | 75,347   | 7th  |
| 6 May 2014        | Hull City            | H                 | 3–1      | Wilson (2) 31', 61' Van Persie 86'                    | 75,341   | 7th  |
| 11 May 2014       | Southampton          | V                 | 1–1      | Mata 54'                                              | 31,372   | 7th  |

## Tabella
| #   | Csapat               | M  | GY | D  | V  | G+ – G– | GK  | P  | Megjegyzések                               |
| --- | -------------------- | -- | -- | -- | -- | ------- | --- | -- | ------------------------------------------ |
| 1.  | Manchester City (B)  | 38 | 27 | 5  | 6  | 102–37  | +65 | 86 | 2014–2015-ös Bajnokok Ligája – csoportkör  |
| 2.  | Liverpool            | 38 | 26 | 6  | 6  | 101–50  | +51 | 84 | 2014–2015-ös Bajnokok Ligája – csoportkör  |
| 3.  | Chelsea              | 38 | 25 | 7  | 6  | 71–27   | +44 | 82 | 2014–2015-ös Bajnokok Ligája – csoportkör  |
| 4.  | Arsenal (KGY)        | 38 | 24 | 7  | 7  | 68–41   | +27 | 79 | 2014–2015-ös Bajnokok Ligája – rájátszás   |
| 5.  | Everton              | 38 | 21 | 9  | 8  | 61–39   | +22 | 72 | 2014–2015-ös Európa-liga – csoportkör      |
| 6.  | Tottenham Hotspur    | 38 | 21 | 6  | 11 | 55–51   | +4  | 69 | 2014–2015-ös Európa-liga – rájátszás       |
| 7.  | Manchester United CV | 38 | 19 | 7  | 12 | 64–43   | +21 | 64 |                                            |
| 8.  | Southampton          | 38 | 15 | 11 | 12 | 54–46   | +8  | 56 |                                            |
| 9.  | Stoke City           | 38 | 13 | 11 | 14 | 45–52   | −7  | 50 |                                            |
| 10. | Newcastle United     | 38 | 15 | 4  | 19 | 43–59   | −16 | 49 |                                            |
| 11. | Crystal Palace Ú     | 38 | 13 | 6  | 19 | 33–48   | −15 | 45 |                                            |
| 12. | Swansea City         | 38 | 11 | 9  | 18 | 54–54   | 0   | 42 |                                            |
| 13. | West Ham United      | 38 | 11 | 7  | 20 | 40–51   | −11 | 40 |                                            |
| 14. | Sunderland           | 38 | 10 | 8  | 20 | 41–60   | −19 | 38 |                                            |
| 15. | Aston Villa          | 38 | 10 | 8  | 20 | 39–61   | −22 | 38 |                                            |
| 16. | Hull City Ú          | 38 | 10 | 7  | 21 | 38–53   | −15 | 37 | 2014–2015-ös Európa-liga – 3. selejtezőkör |
| 17. | West Bromwich Albion | 38 | 7  | 15 | 16 | 43–59   | −16 | 36 |                                            |
| 18. | Norwich (K)          | 38 | 8  | 9  | 21 | 28–62   | −34 | 33 | The Championship                           |
| 19. | Fulham (K)           | 38 | 9  | 5  | 24 | 40–85   | −45 | 32 | The Championship                           |
| 20. | Cardiff City Ú (K)   | 38 | 7  | 9  | 22 | 32–74   | −42 | 30 | The Championship                           |

Utolsó frissítés: 2014. május 11. 
Forrás: http://www.eredmenyek.com/tabella/OtIGJDpL/Uc3Ascea/#table;overall 
A rangsorolás alapszabályai: 1. összpontszám, 2. egymás elleni eredmények összpontszáma, 3. gólkülönbség, 4. szerzett gólok száma.
(B): Bajnokcsapat, (K): Kieső csapat, (F): Feljutó csapat, (I): Kupainduló, (R): A rájátszás győztese, (KGY): Kupagyőztes

## FA-kupa
A többi élvonalbeli klubhoz hasonlóan a harmadik fordulóban csatlakoztak a küzdelmekhez, és a december 8-ai sorsoláson a Swansea City-t kapták ellenfélnek. 2014. január 5-én a walesi klub története során először diadalmaskodva az Old Traffordon kiejtette a Unitedet a kupából.
| Dátum           | Forduló    | Ellenfél     | H / V | Végeredmény | Góllövők      | Nézőszzám |
| --------------- | ---------- | ------------ | ----- | ----------- | ------------- | --------- |
| 2014. január 5. | 3. forduló | Swansea City | H     | 1–2         | Hernández 16' | 73,910    |

## Ligakupa
A Ligakupában is a harmadik fordulóban léptek pályáéra először, mindjárt a nagy rivális Liverpool ellen. Szeptember 25-én az Old Traffordon Javier Hernández góljával 1-0-s győzelmet arattak. A következő két körben a Norwichot és a Stoke City-t ejtették ki, majd a Sunderland várt rájuk. Ez a párharc már oda-visszavágós rendszerben zajlott és mindkét együttes megnyerte a hazai mérkőzését 2-1-re, így büntetőpárbaj döntött, amit a Sunderland nyert meg.
| Dátum                | Forduló                | Ellenfél     | H / V | Végeredmény       | Góllövők                                              | Nézőszám |
| -------------------- | ---------------------- | ------------ | ----- | ----------------- | ----------------------------------------------------- | -------- |
| 2013. szeptember 25. | 3. forduló             | Liverpool    | H     | 1–0               | Hernández 46'                                         | 65,701   |
| 2013. október 29.    | 4. forduló             | Norwich City | H     | 4–0               | Hernández (2) 20' (bün.), 54', Jones 88', Fábio 90+5' | 58,663   |
| 2013. december 18.   | 5. forduló             | Stoke City   | A     | 2–0               | Young 62', Evra 78'                                   | 25,928   |
| 2014. január 7.      | Elődöntő első mérkőzés | Sunderland   | V     | 1–2               | Vidić 51'                                             | 31,547   |
| 2014. január 22.     | Elődöntő visszavágó    | Sunderland   | H     | 2–1 (h.u.) (1–2b) | Evans 37', Hernández 120+1'                           | 71,019   |

## Bajnokok Ligája

### Csoportkör
| Dátum                | Ellenfél         | H / V | Végeredmény | Góllövők                                                            | Nézőszám | Csoport helyezés |
| -------------------- | ---------------- | ----- | ----------- | ------------------------------------------------------------------- | -------- | ---------------- |
| 2013. szeptember 17. | Bayer Leverkusen | H     | 4–2         | Rooney (2) 22', 70', Van Persie 59', Valencia 79'                   | 74,000   | 1st              |
| 2 October 2013       | Sahtar Doneck    | V     | 1–1         | Welbeck 18'                                                         | 51,555   | 1st              |
| 2013. október 23.    | Real Sociedad    | H     | 1–0         | I. Martínez 2' (öngól)                                              | 74,654   | 1st              |
| 2013. november 5.    | Real Sociedad    | V     | 0–0         |                                                                     | 30,998   | 1st              |
| 2013. november 27.   | Bayer Leverkusen | V     | 5–0         | Valencia 22', Spahić 30' (öngól), Evans 66', Smalling 77', Nani 88' | 29,412   | 1st              |
| 2013. december 10.   | Sahtar Doneck    | H     | 1–0         | Jones 67'                                                           | 74,506   | 1st              |

### A csoport
| Csapat            | M | Gy | D | V | G+ | G– | Gk | P  |
| ----------------- | - | -- | - | - | -- | -- | -- | -- |
| Manchester United | 6 | 4  | 2 | 0 | 12 | 3  | +9 | 14 |
| Bayer Leverkusen  | 6 | 3  | 1 | 2 | 9  | 10 | –1 | 10 |
| Sahtar Doneck     | 6 | 2  | 2 | 2 | 7  | 6  | +1 | 8  |
| Real Sociedad     | 6 | 0  | 1 | 5 | 1  | 10 | –9 | 1  |

|                   | MAN | SAH | LEV | REA |
| ----------------- | --- | --- | --- | --- |
| Manchester United |     | 1–0 | 4–2 | 1–0 |
| Sahtar Doneck     | 1–1 |     | 0–0 | 4–0 |
| Bayer Leverkusen  | 0–5 | 4–0 |     | 2–1 |
| Real Sociedad     | 0–0 | 0–2 | 0–1 |     |

### Egyenes kieséses szakasz
Csoportelsőként a United a másodikok közül kapott ellenfelet a legjobb nyolc közé jutásért, mégpedig a görög bajnok Olimbiakószt. A sorsolását 2013. december 16-án tartották. Az első mérkőzéseket 2014. február 18. és 26. között, a visszavágókat március 11. és 19. között játszották. Az első mérkőzésen elszenvedett vereség után otthon kiharcolták a továbbjutást, a negyeddöntőben a Bayern München már túl nagy falatnak bizonyult.
| Dátum             | Forduló                    | Ellenfél       | H / V | Végeredmény | Góllövők                          | Nézőszám |
| ----------------- | -------------------------- | -------------- | ----- | ----------- | --------------------------------- | -------- |
| 2014. február 25. | Nyolcaddöntő első mérkőzés | Olimbiakósz    | V     | 0–2         |                                   | 29,815   |
| 2014. március 19. | Nyolcaddöntő visszavágó    | Olimbiakósz    | H     | 3–0         | Van Persie 25' (bün.), 45+1', 51' | 74,662   |
| 2014. április 1.  | Negyeddöntő első mérkőzés  | Bayern München | H     | 1–1         | Vidić 58'                         | 75,199   |
| 2014. április 9.  | Negyeddöntő visszavágó     | Bayern München | V     | 1–3         | Evra 57'                          | 67,300   |

## Statisztika
| No. | Pos. | Name              | League | League | FA Cup | FA Cup | League Cup | League Cup | Europe | Europe | Other | Other | Total  | Total | Discipline | Discipline |
| No. | Pos. | Name              | Apps   | Goals  | Apps   | Goals  | Apps       | Goals      | Apps   | Goals  | Apps  | Goals | Apps   | Goals |            |            |
| --- | ---- | ----------------- | ------ | ------ | ------ | ------ | ---------- | ---------- | ------ | ------ | ----- | ----- | ------ | ----- | ---------- | ---------- |
| 1   | GK   | David de Gea      | 37     | 0      | 0      | 0      | 4          | 0          | 10     | 0      | 1     | 0     | 52     | 0     | 1          | 0          |
| 2   | DF   | Rafael da Silva   | 18(1)  | 0      | 0      | 0      | 5          | 0          | 4      | 0      | 1     | 0     | 28(1)  | 0     | 6          | 0          |
| 3   | DF   | Patrice Evra      | 33     | 1      | 0      | 0      | 2(1)       | 1          | 8      | 1      | 1     | 0     | 44(1)  | 3     | 6          | 0          |
| 4   | DF   | Phil Jones        | 26     | 1      | 0      | 0      | 3(1)       | 1          | 6(2)   | 1      | 1     | 0     | 36(3)  | 3     | 8          | 0          |
| 5   | DF   | Rio Ferdinand     | 12(2)  | 0      | 1      | 0      | 1          | 0          | 7      | 0      | 0     | 0     | 21(2)  | 0     | 2          | 0          |
| 6   | DF   | Jonny Evans       | 17     | 0      | 1      | 0      | 4          | 1          | 3      | 1      | 0     | 0     | 25     | 2     | 0          | 0          |
| 8   | MF   | Anderson          | 2(2)   | 0      | 0      | 0      | 1(1)       | 0          | 0(1)   | 0      | 0(1)  | 0     | 3(5)   | 0     | 0          | 0          |
| 8   | MF   | Juan Mata         | 14(1)  | 6      | 0      | 0      | 0          | 0          | 0      | 0      | 0     | 0     | 14(1)  | 6     | 0          | 0          |
| 10  | FW   | Wayne Rooney      | 27(2)  | 17     | 0      | 0      | 1(1)       | 0          | 9      | 2      | 0     | 0     | 37(3)  | 19    | 8          | 0          |
| 11  | MF   | Ryan Giggs        | 6(6)   | 0      | 0      | 0      | 2          | 0          | 6(1)   | 0      | 1     | 0     | 15(7)  | 0     | 4          | 0          |
| 12  | DF   | Chris Smalling    | 21(4)  | 1      | 1      | 0      | 3(1)       | 0          | 6(1)   | 1      | 0(1)  | 0     | 31(7)  | 2     | 3          | 0          |
| 13  | GK   | Anders Lindegaard | 1      | 0      | 1      | 0      | 1          | 0          | 0      | 0      | 0     | 0     | 3      | 0     | 0          | 0          |
| 14  | FW   | Javier Hernández  | 6(18)  | 4      | 1      | 1      | 3(2)       | 4          | 2(3)   | 0      | 0     | 0     | 12(23) | 9     | 2          | 0          |
| 15  | DF   | Nemanja Vidić     | 23(2)  | 0      | 0      | 0      | 2          | 1          | 6      | 1      | 1     | 0     | 32(2)  | 2     | 6          | 2          |
| 16  | MF   | Michael Carrick   | 26(3)  | 1      | 0      | 0      | 2(1)       | 0          | 7      | 0      | 1     | 0     | 36(4)  | 1     | 6          | 0          |
| 17  | MF   | Nani              | 7(4)   | 0      | 0      | 0      | 1          | 0          | 1      | 1      | 0     | 0     | 9(4)   | 1     | 0          | 0          |
| 18  | MF   | Ashley Young      | 13(7)  | 2      | 0      | 0      | 2          | 1          | 2(6)   | 0      | 0     | 0     | 17(13) | 3     | 5          | 0          |
| 19  | FW   | Danny Welbeck     | 15(10) | 9      | 1      | 0      | 3(1)       | 0          | 4(1)   | 1      | 1     | 0     | 24(12) | 10    | 2          | 0          |
| 20  | FW   | Robin van Persie  | 18(3)  | 12     | 0      | 0      | 0          | 0          | 4(2)   | 4      | 1     | 2     | 23(5)  | 18    | 3          | 0          |
| 21  | FW   | Ángelo Henríquez  | 0      | 0      | 0      | 0      | 0          | 0          | 0      | 0      | 0     | 0     | 0      | 0     | 0          | 0          |
| 22  | DF   | Fábio             | 1      | 0      | 0(1)   | 0      | 0(1)       | 1          | 0      | 0      | 0     | 0     | 1(2)   | 1     | 0          | 1          |
| 23  | MF   | Tom Cleverley     | 18(4)  | 1      | 1      | 0      | 3          | 0          | 2(2)   | 0      | 1     | 0     | 25(6)  | 1     | 5          | 0          |
| 24  | MF   | Darren Fletcher   | 9(3)   | 0      | 1      | 0      | 1(2)       | 0          | 1(1)   | 0      | 0     | 0     | 12(6)  | 0     | 0          | 0          |
| 25  | MF   | Antonio Valencia  | 20(9)  | 2      | 1      | 0      | 2(1)       | 0          | 9(1)   | 2      | 0(1)  | 0     | 32(12) | 4     | 7          | 1          |
| 26  | MF   | Kagava Sindzsi    | 14(4)  | 0      | 1      | 0      | 2          | 0          | 6(2)   | 0      | 0(1)  | 0     | 23(7)  | 0     | 1          | 0          |
| 27  | FW   | Federico Macheda  | 0      | 0      | 0      | 0      | 0          | 0          | 0      | 0      | 0     | 0     | 0      | 0     | 0          | 0          |
| 28  | DF   | Alexander Büttner | 5(3)   | 0      | 1      | 0      | 3          | 0          | 2(1)   | 0      | 0     | 0     | 11(4)  | 0     | 3          | 0          |
| 29  | FW   | Wilfried Zaha     | 0(2)   | 0      | 0      | 0      | 1          | 0          | 0      | 0      | 1     | 0     | 2(2)   | 0     | 0          | 0          |
| 30  | DF   | Guillermo Varela  | 0      | 0      | 0      | 0      | 0          | 0          | 0      | 0      | 0     | 0     | 0      | 0     | 0          | 0          |
| 31  | MF   | Marouane Fellaini | 12(4)  | 0      | 0      | 0      | 0          | 0          | 4(1)   | 0      | 0     | 0     | 16(5)  | 0     | 3          | 1          |
| 32  | MF   | Nick Powell       | 0      | 0      | 0      | 0      | 0          | 0          | 0      | 0      | 0     | 0     | 0      | 0     | 0          | 0          |
| 33  | FW   | Bébé              | 0      | 0      | 0      | 0      | 0          | 0          | 0      | 0      | 0     | 0     | 0      | 0     | 0          | 0          |
| 34  | MF   | Tom Lawrence      | 1      | 0      | 0      | 0      | 0          | 0          | 0      | 0      | 0     | 0     | 1      | 0     | 0          | 0          |
| 35  | MF   | Jesse Lingard     | 0      | 0      | 0      | 0      | 0          | 0          | 0      | 0      | 0     | 0     | 0      | 0     | 0          | 0          |
| 36  | DF   | Marnick Vermijl   | 0      | 0      | 0      | 0      | 0          | 0          | 0      | 0      | 0     | 0     | 0      | 0     | 0          | 0          |
| 38  | DF   | Michael Keane     | 0      | 0      | 0      | 0      | 0          | 0          | 0      | 0      | 0     | 0     | 0      | 0     | 0          | 0          |
| 39  | DF   | Tom Thorpe        | 0      | 0      | 0      | 0      | 0          | 0          | 0      | 0      | 0     | 0     | 0      | 0     | 0          | 0          |
| 40  | GK   | Ben Amos          | 0      | 0      | 0      | 0      | 0          | 0          | 0      | 0      | 0     | 0     | 0      | 0     | 0          | 0          |
| 42  | DF   | Tyler Blackett    | 0      | 0      | 0      | 0      | 0          | 0          | 0      | 0      | 0     | 0     | 0      | 0     | 0          | 0          |
| 44  | MF   | Adnan Januzaj     | 15(12) | 4      | 0(1)   | 0      | 3(1)       | 0          | 1(1)   | 0      | 0(1)  | 0     | 19(16) | 4     | 8          | 0          |
| 45  | MF   | Davide Petrucci   | 0      | 0      | 0      | 0      | 0          | 0          | 0      | 0      | 0     | 0     | 0      | 0     | 0          | 0          |
| 47  | FW   | James Wilson      | 1      | 2      | 0      | 0      | 0          | 0          | 0      | 0      | 0     | 0     | 1      | 2     | 0          | 0          |
| 48  | FW   | Will Keane        | 0      | 0      | 0      | 0      | 0          | 0          | 0      | 0      | 0     | 0     | 0      | 0     | 0          | 0          |
| 50  | GK   | Sam Johnstone     | 0      | 0      | 0      | 0      | 0          | 0          | 0      | 0      | 0     | 0     | 0      | 0     | 0          | 0          |
| —   | –    | Öngólok           | –      | 1      | –      | 0      | –          | 0          | –      | 2      | –     | 0     | –      | 3     | –          | –          |

Forrás:

## Átigazolások

### Érkezők
| Dátum               | Poz. | Név               | Honnan  | Ár           |
| ------------------- | ---- | ----------------- | ------- | ------------ |
| 2013. július 1.     | DF   | Guillermo Varela  | Peñarol | nem publikus |
| 2013. szeptember 2. | MF   | Marouane Fellaini | Everton | £27.5m       |
| 2013. szeptember 2. | DF   | Saidy Janko       | Zürich  | nem publikus |
| 2014. január 25.    | MF   | Juan Mata         | Chelsea | £37.1m       |

### Távozók
| Dátum               | Poz. | Név                | Hová                | Ár           |
| ------------------- | ---- | ------------------ | ------------------- | ------------ |
| 2013. július 1.     | DF   | Reece Brown        | szabadon igazolható | ingyen       |
| 2013. július 1.     | FW   | John Cofie         | szabadon igazolható | ingyen       |
| 2013. július 1.     | DF   | Michele Fornasier  | szabadon igazolható | ingyen       |
| 2013. július 1.     | MF   | Luke Giverin       | szabadon igazolható | ingyen       |
| 2013. július 1.     | MF   | Luke Hendrie       | szabadon igazolható | ingyen       |
| 2013. július 1.     | DF   | Luke McCullough    | szabadon igazolható | ingyen       |
| 2013. július 1.     | FW   | Gyliano van Velzen | szabadon igazolható | ingyen       |
| 2013. július 1.     | DF   | Freddie Veseli     | szabadon igazolható | ingyen       |
| 2013. július 4.     | MF   | Mats Møller Dæhli  | Molde               | nem publikus |
| 2013. augusztus 20. | DF   | Scott Wootton      | Leeds United        | nem publikus |
| 2014. január 31.    | DF   | Fábio              | Cardiff City        | nem publikus |
| 2014. január 31.    | MF   | Ryan Tunnicliffe   | Fulham              | nem publikus |
| 2014. január 31.    | MF   | Larnell Cole       | Fulham              | nem publikus |
| 2014. május 14.     | MF   | Ryan Giggs         | Visszavonult        | Visszavonult |